# Heteragrion silvarum
Heteragrion silvarum – gatunek ważki z rodziny Heteragrionidae. Występuje na terenie Ameryki Południowej; stwierdzony w Brazylii, Gujanie, Surinamie i Gujanie Francuskiej.